# 城市人口密度
城市人口密度（英語：Urban density）或城市密度是城市规划和城市设计中使用的术语，指居住在划定的市区内的人口密度。因此，它与人口密度的其他衡量标准不同。城市密度被认为是了解城市运作方式的重要因素。与城市密度相关的研究涉及多个领域，包括经济学、健康、创新、心理学和地理学以及可持续性。

## 可持续发展

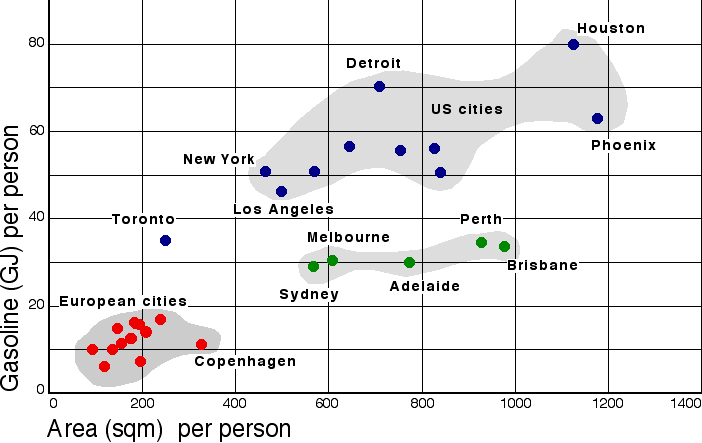
城市人口密度与人均汽油使用的关系图

人们普遍认为，高密度城市比低密度城市更具可持续性。许多城市规划理论，尤其是北美、英国、澳大利亚和新西兰的城市规划理论都是以提高城市密度为前提的，例如新都市主義、公共交通导向型开发和明智開發。
然而，城市密度与可持续性方面之间的联系仍然是规划理论的一个有争议的领域。著名城市设计师兼可持续城市化专家扬·盖尔认为，低密度、分散的城市依赖汽车，因此是不可持续的。少数人，如自由主义卡托研究所的Randy O'Toole，反驳说提高密度会导致地产价格更昂贵、道路拥堵恶化和局部空气污染加重。其他人反驳说，交通拥堵不是人口密度而是停车场容量的结果。在更广泛的层面上，有证据表明城市的总能源消耗与其整体城市密度之间存在强烈的负相关关系，即密度越低，消耗的能量越多。

## 度量
城市人口密度是城市化地区人口的一种非常具体的衡量标准，不包括非城市土地利用。非城市用途包括区域开放空间、农用地和水体。
有多种其他方法可以测量城市地区的密度：
- 容积率：建筑物的总建筑面积除以建筑物所在地盘的面积
- 住宅密度：单位面积内的住宅单元数量
- 人口密度：单位面积内的人数
- 就业密度：单位面积内的工作数量
- 总密度：给定土地面积的任何密度数字，包括不一定与数字直接相关的用途（通常是道路和其他交通基础设施）
- 净密度：给定土地面积的密度数字，不包括与该数字不直接相关的土地。
- 加权密度：衡量普通公民生活密度的密度度量。通过计算每个人口普查区的标准密度，然后用其人口占总体的比例给每个区域加权，最后将每项相加。

## 扩展阅读
- Newman, P and Kenworthy, J (1999) Cities and Sustainability: Overcoming automobile dependence (城市和可持续发展：克服汽车依赖), Washington, D. C. : Island Press ISBN 1-55963-660-2
- Pont, Meta Y. Berghauser and Haupt, Per (2010) Spacematrix: Space, Density and Urban Form (空间矩阵：空间、密度和城市形态), NAi Publishers, ISBN 9789056627423
- Dovey, Kim and Pafka, Elek (2014) "The urban density assemblage: Modelling multiple measures" (城市密度组合：建构多项措施) in Urban Design International, vol.19, nr. 1, pg.66-76